# Raloxifen
A raloxifen (INN: raloxifene) szelektív ösztrogén receptor modulátor (SERM) gyógyszer. A raloxifen szelektív agonista vagy antagonista hatású az ösztrogénérzékeny szövetekben. A csontokon és bizonyos mértékben a koleszterin-anyagcsere vonatkozásában (csökkenti az össz- és LDL-koleszterinszintet) agonistaként hat, míg a hypothalamusban, az uterusban és az emlőszövetben antagonistaként viselkedik. Biológiai hatását az ösztrogén receptorokhoz nagy affinitással kötődve a génexpresszió szabályozásával fejti ki. Ez a kötődés a különböző szövetekben az ösztrogénfüggő gének eltérő mértékű expresszióját eredményezi. A legújabb adatok szerint az ösztrogénreceptorok a génexpressziót legalább két különböző mechanizmus útján szabályozzák, amelyek ligand-, szövet- vagy gén-specifikusok.

## Védjegyzett készítmények
- Evista